# Abdelali Boughrara
Abdelali Boughrara, dit Boughrara ou Bough, est un peintre autodidacte algérien natif de Batna en 1950, il est mort le 30 juillet 1997. Sa peinture s'inscrivait dans le surréalisme.

## Œuvres
La couleur bleue dominait toujours ses œuvres et le thème de la fécondité revenait souvent dans celles-ci : L’Arbre de vie, La Maternité, etc.
La  télévision algérienne Canal Algérie a diffusé un reportage en hommage au peintre.